# 杰米·汉密尔顿
杰米·汉密尔顿（英語：Jamie Hamilton，1900年11月15日—1988年5月24日），英国前男子赛艇运动员。他曾代表英国参加1928年夏季奥林匹克运动会赛艇比赛，获得男子八人单桨有舵手银牌。